# تل فوردز
تل فوردز، هو جبل يقع في جبال كاتسكيل في نيويورك جنوب شرق مركز بوفينا. يقع تل فوردز جنوب جبل بسكة.